# Диэтилдитиокарбамат натрия
Диэтилдитиокарбамат натрия — химическое соединение из группы карбаматов, соль, хелатное соединение. Образуется при обработке сероуглерода диэтиламином в присутствии гидроксида натрия. Другие дитиокарбаматы могут быть получены сходным образом из вторичных аминов и сероуглерода. Они используются в органическом синтезе гербицидов и в процессе вулканизации. В биологии применяется как спиновая ловушка свободных радикалов и ингибитор некоторых металл-зависимых ферментов.

## Применение
Диэтилдитиокарбамат применяется в качестве спиновой ловушки нитроксидного радикала NO, в онкологии и как антиоксидант. Образование комплексов диэтилдитиокарбаматов с железом используется в методе, позволяющим детектировать образование нитроксидный радикал в биологических препаратах. NO сложно детектировать из-за короткого времени существования, однако он хорошо связывается  с железо-дитиокарбаматным комплексом. В результате образуется стабильный комплекс, который может быть определён с помощью электрон-парамагнитного резонанса.
Диэтилдитиокарбамат натрия широко применяется в аналитической и препаративной химии, в производстве реактивов высокой чистоты для производства люминофоров и полупроводниковой отрасли. Осаждает катионы тяжёлых металлов в виде диэтилдитиокарбаматов Sn, Ga, Ni, Co, Cd, In, Pb, Sb, Mo, Cu, Bi, Te(VI), Ag, Se(VI), Tl(III), Pd(II), Hg, Au и Fe(II) и (III), комплексы которых, затем поглощают.  .